# Państwowe Zakłady Lotnicze
La Państwowe Zakłady Lotnicze (PZL - Fabbrica statale di costruzioni aeronautiche) era la principale società polacca di costruzioni aeronautiche nel periodo tra le due guerre mondiali.

## Storia

### Le origini

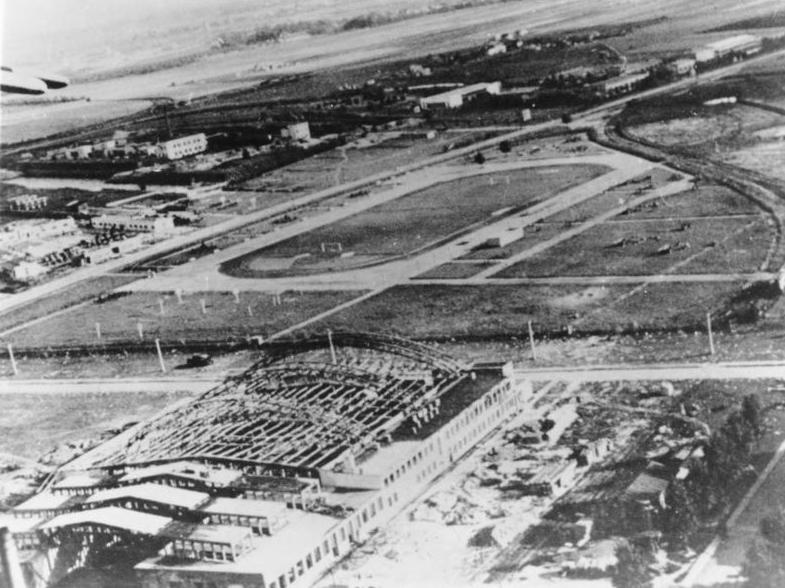
Lo stabilimento PZL di Varsavia dopo il bombardamento del settembre 1939.

La PZL fu fondata a Varsavia nel 1928 e succedeva alla precedente CWL (Centralne Warsztaty Lotnicze - Fabbrica centrale di costruzioni aeronautiche).
Il primo velivolo realizzato dall'azienda polacca fu il caccia francese Wibault 70, del quale era stata acquistata la licenza di produzione, ma in seguito la PZL avrebbe prodotto solamente aerei di propria concezione.
L'ufficio di progettazione venne affidato all'ingegnere aeronautico Zygmunt Puławski che concepì una serie di moderni aerei da caccia monoplani e interamente costruiti in metallo, i PZL P.1, PZL P.6, PZL P.7 e PZL P.11, modelli destinati al mercato dell'aviazione militare nazionale ed estera, gli ultimi due adottati dai reparti da caccia dalla Siły Powietrzne, l'aeronautica militare polacca, a partire dal 1933.
L'ultima variante, il PZL P.24, fu esportato in 4 Paesi tra cui la Grecia.
La PZL produsse in gran numero anche un bombardiere leggero, il PZL.23 Karaś ed un moderno bombardiere bimotore, il PZL.37 Łoś.
Nello stesso periodo la PZL costruì anche un piccolo numero di aerei sportivi, i PZL.5, PZL.19 e PZL.26, ed un modello di aereo per collegamento/turismo, il PZL Ł.2. Furono costruiti anche alcuni prototipi di aerei passeggeri più grandi.
Alla fine degli anni trenta, la compagnia sviluppò parecchi prototipi di caccia moderni, bombardieri ed un aereo per il trasporto passeggeri, il PZL.44 Wicher che non ebbe la possibilità di entrare in produzione a causa dell'inizio della seconda guerra mondiale.
La PZL fu sicuramente la più grande impresa di costruzione aeronautica polacca dell'anteguerra. Nel 1934, la fabbrica principale di Varsavia fu chiamata PZL WP-1, da Wytwórnia Płatowców 1, e si trovava nel quartiere di Okęcie a Varsavia.
Una nuova divisione PZL WP-2 fu costruita a Mielec tra il 1938 e il 1939, ma appena vi iniziò la produzione ci fu lo scoppio della guerra. Un'altra fabbrica per la costruzione di motori, la PZL WS-1, Wytwórnia Silników 1, era conosciuta precedentemente come Polskie Zakłady Skody - divisione polacca della Škoda Holding cecoslovacca e fu nazionalizzata e ribattezzata nel 1936. Tra il 1937 e il 1939, una nuova fabbrica di motori, la PZL WS-2, fu costruita a Rzeszów.

### Il dopoguerra
Durante la seconda guerra mondiale, l'industria aeronautica polacca fu completamente distrutta.
Il nuovo governo comunista della Polonia voleva rompere ogni legame con il regime d'anteguerra e così il nome PZL cessò di essere impiegato mentre le nuove fabbriche ricostruite per la produzione aeronautica vennero chiamate WSK (Wytwórnia Sprzętu Komunikacyjnego - Fabbrica di equipaggiamenti per le comunicazioni).
Inoltre, a seguito dell'imposizione di un sistema di economia pianificata di impronta sovietica, per più di 12 anni non si svilupparono più progetti autonomi e solamente verso la fine degli anni cinquanta ricominciarono ad essere progettati e costruiti aerei di concezione interamente polacca questa volta nuovamente con il marchio PZL.
Dopo la caduta del regime comunista in Polonia, nel 1989, tutte le fabbriche divennero delle aziende indipendenti e separate e vennero negli anni successivi privatizzate o acquisite da grandi gruppi industriali occidentali.